# Kalyoub
Kalyoub ou Qalyūb, en arabe قليوب, est une ville d'Égypte, dans le gouvernorat d'Al Qalyubiyah, au nord de l'aire métropolitaine du Caire. Sa population est de 84.413 habitants (1986).
C'est un important centre commercial et abrite les presse du journal Al-Ahram. La ville serait construite avec des matériaux tirés des ruines d'Héliopolis, située non loin de là.